# Ireneusz Pudełko
Ireneusz Pudełko (ur. 1 sierpnia 1935 w Wąsowie, zm. 7 lutego 2017 w Krakowie) – polski instruktor modelarstwa, współtwórca modelarstwa kosmicznego w Polsce.

## Życiorys
Był synem Jana i Władysławy. Modelarstwem zajmował się od piętnastego roku życia. Po ukończeniu kursu instruktorskiego był w latach 1952–1957 instruktorem w Modelarni Wojewódzkiej Ligi Lotniczej przy ul. Floriańskiej w Krakowie. Następnie był szefem modelarstwa lotniczego na terenie województwa krakowskiego. Od 1957 należał do Aeroklubu Krakowskiego, był inicjatorem powstania działającego przy Aeroklubie Krakowskim – Doświadczalnego Ośrodka Rakietowego, którego był kierownikiem. Był również organizatorem pierwszych w Europie zawodów modelarstwa rakietowego, które odbyły się w dniu 1 kwietnia 1962. Organizował także mistrzostwa Polski w różnych kategoriach, mistrzostwa świata juniorów w 1966, a także mistrzostwa Europy seniorów w lataniu precyzyjnym w 1998. Był zdobywcą trzech tytułów mistrza Polski i ośmiu wicemistrza Polski, instruktorem modelarstwa lotniczego i rakietowego I klasy, okrętowego II klasy, sędzią modelarstwa lotniczego klasy międzynarodowej, honorowym członkiem Aeroklubu Krakowskiego oraz członkiem Krakowskiego Klubu Seniorów Lotnictwa.

## Zawody modelarskie
Najważniejsze osiągnięcia w zawodach modelarskich:
- Mistrz Polski w klasie makiet latających na uwięzi (1956),
- Mistrz Polski w klasie modeli latających akrobacyjnych (1970),
- Mistrz Polski w klasie modeli wodnosamolotów (1974),
- II miejsce, Mistrzostwa Świata Modeli Latających w Kijowie w klasie makiet latających (1964),
- I miejsce Międzynarodowe Zawody Makiet Latających zdalnie sterowanych w Łodzi (1976)[3].

## Wybrane odznaczenia
- Złota Odznaka Modelarstwa Lotniczego z trzema diamentami
- Srebrny Krzyż Zasługi[1],
- Brązowy Medal „Za zasługi dla obronności kraju”[1],
- Odznaka „Zasłużony Działacz Lotnictwa Sportowego”[1]